# Растислав Делпин
Растислав Делпин Змаго (Подгора, код Горице, 2. септембар 1920 — Нова Горица, 26. децембар 1956) био је учесник Народноослободилачке борбе и народни херој Југославије.

## Биографија
Растислав Делпин рођен је 2. септембра 1920. године у Подгори код Горице, тада у Италији. Потиче из радничке породице, а по занимању је био трговачки помоћник. Пет разреда основне школе је завршио у Подгори, а два у Горици.
Године 1939. у Риму је био осуђен на годину затвора због антифашистичког деловања, а и зато што је био национално освештен Словенац. Године 1941. позван је у италијанску војску, али је убрзо био отпуштен због срчане мане. За Освободилну фронту је почео да ради 1942. године. За партизане је скупљао оружје, муницију и животне намирнице.
Кад је Италија у септембру 1943. године капитулирала, отишао је и сам у партизане. Придружио се 17. партизанској бригади „Симон Грегорчич“, где је био обавештајац батаљона, а затим и бригаде. Међутим, због болести је морао да напусти бригаду, па се прикључио групи Брискога ВОС-а (словеначка обавештајна служба), где је с извршавао диверзантске акције. Прву акцију извршио је октобра 1943. године у Виполжама, где је са својом групом напао немачку колону, разбио је и отерао у Моше.
Децембра 1943. године, под његовим водством нападнуто је и уништено фашистичко упориште у Подгори. У децембру је група ВОС-а, под његовом командом, разбила фашистичку стражу у текстилној фабрици у Подгори и напала саму фабрику. Проузрокована је штета од око 9 милиона лира и заплењено много материјала. Извршио је успешан напад на железничку станицу у Моши. У Св. Ивану Манзано је с три друга уништио карабинијерску станицу у којој је било 23 карабинијера, разоружао их и однео сав материјал. Преобучен у италијанског официра, помоћу своје групе, извео је акцију на главно складиште и на кланицу у Горици. Тада је запленио тешки камион с приколицом, натоварен с више тона намирница, оружја и муниције. У тој акцији убијена су четири Немца.
Опет обучен као италијански официр, он је у Видему, узео из немачког штаба скицу важних војних објеката. Сличне акције је извршио у Бутрији, Чедаду и Горици. Почетком 1944. године, спасао је од опкољавања штаб ВОС-а за Брда. Једном је сам напао немачку чету која је била у извидници и натерао је у бег. Растислав Делпин био је познат као смели диверзант по Брдима, у околини Горице и у Фурланији.
У последњим данима рата водио је борбу против четника у Медани, код Виполжа. После завршетка рата, био је у служби у Горици, у Трсту и у УДБ-и. Организовао је и учествовао у акцији у којој је из горичког затвора ослобођен мајор УДБ-е. У тој акцији су га стражари препознали и пријавили Англо-Американцима. 6. новембра 1945. године је ухапшен и осуђен на пет година затвора. Пуштен је после две и по године, након чега се вратио у Југославију. Италијански суд га је потом, у одсутности, осудио на 120 година затвора.
Живео је као инвалидски пензионер у Новој Горици, где је преминуо 26. децембра 1956. године. Сахрањен је у Солкану, код Нове Горице.
НОдликован је са неколико југословенских одликовања, међу којима су — Орден заслуга за народ другог реда, Орден братства и јединства другог реда и Орден за храброст. Орденом народног хероја одликован је 4. септембра 1953. године.